# Skończona pieśń – portret Róży Aleksandrowicz
Skończona pieśń – portret Róży Aleksandrowicz – obraz olejny Jacka Malczewskiego namalowany w roku 1919. Znajduje się w zbiorach Muzeum Narodowego w Krakowie (nr inw.: MNK II-b-1036). Obraz sygnowany przez autora "J. Malczewski 1919". Obraz został podarowany muzeum w roku 1950.

## Opis obrazu
Obraz przedstawia siedzącą Różę Aleksandrowicz – właścicielkę sklepu z materiałami papierniczymi i malarskimi mieszczącego się w Krakowie na rogu ulicy Basztowej i Długiej, w słynnym Domu pod Globusem. Ze względu na bliskość Akademii Sztuk Pięknych zaopatrywała się w nim większość krakowskich artystów. Właścicielkę portretował zarówno Malczewski, jak i Vlastimil Hofman i Xawery Dunikowski. W roku 1949 minister przemysłu i handlu zadecydował o przejęciu jej firmy, wobec takiego rozwoju sytuacji zdecydowała o wyjeździe do Izraela. Róża Aleksandrowicz część zgromadzonej przez siebie kolekcji w postaci 39 obrazów ofiarowała krakowskiemu Muzeum Narodowemu.

## Udział w wystawach
- Jacek Malczewski (1854 – 1929). W 150. rocznicę urodzin i 75. rocznicę śmierci, 2004-09-19 – 2005-03-06; Muzeum im. Jacka Malczewskiego w Radomiu
- Róża Aleksandrowicz muza malarzy krakowskich, 2021-10-18 – 2022-02-18; Akademia Sztuk Pięknych im. Jana Matejki w Krakowie
- Jacek Malczewski (1854 – 1929). W 150. rocznicę urodzin i 75. rocznicę śmierci / II edycja, 2005-03-11 – 2005-07-03; Zamek Książąt Pomorskich w Szczecinie
- Kobiety w twórczości wielkich malarzy polskich: matki, żony i kochanki, 2005-10-28 – 2006-01-31; Muzeum Historii Miasta Łodzi
- Matki, żony i ... modelki / I edycja, 2006-02-26 – 2006-05-14; Muzeum Narodowe w Gdańsku
- Matki, żony i... modelki / II edycja, 2006-05-18 – 2006-08-15; Muzeum w Brodnicy
- Matki, żony i... modelki / III edycja, 2006-10-15 – 2007-02-15; Muzeum Miedzi w Legnicy
- Powroty do Krakowa. Rodzina Aleksandrowiczów, 2013-08-02 – 2013-11-03; Stradomskie Centrum Dialogu
- Jacek Malczewski, prace z kolekcji Muzeum Narodowego w Krakowie, z cyklu: "Arcydzieła polskiego malarstwa", 2017-04-28 – 2017-06-25; Muzeum Ziemi Lubuskiej
- Życie w błędnym kole – twórczość Jacka i Rafała Malczewskich, 2018-04-27 – 2018-08-05; Muzeum Okręgowe w Nowym Sączu Instytucja Kultury Województwa Małopolskiego
- Oblicza Polski – Oblicza Polaków, 2019-02-01 – 2020-02-15; Paulina Chełmecka, Natalia Koziara, Skarb Państwa -Kancelaria Prezydenta Rzeczypospolitej Polskiej, Luiza Berdak
- Jacek Malczewski w obrazach mniej znanych, 2007-05-18 – 2007-06-21; Muzeum Okręgowe w Rzeszowie Muzeum Rejestrowane
- Jacek Malczewski w obrazach mniej znanych / II edycja, 2007-07-01 – 2008-08-30; Muzeum w Jarosławiu, Kamienica Orsettich
- Jacek Malczewski w obrazach mniej znanych / III edycja, 2007-09-16 – 2007-11-18; Muzeum Kresów w Lubaczowie[1]